# Комиссаровка (Красносулинский район)
Комиссаровка — хутор в Красносулинском районе Ростовской области.
Входит в состав Комиссаровского сельского поселения.

## География

### Улицы
| - ул. Гагарина - ул. Заречная - ул. Мира - ул. Подгорная - ул. Фрунзе - ул. Энгельса | - пер. Колодезный - пер. Рабочий |

## История
Хутор Комиссаровка расположен на северо-западе Красносулинского района Ростовской области по берегам реки Лихой.  Основал хутор казачий есаул Дмитрий Комиссаров. Есаулу определением войсковой канцелярии области Войска Донского, состоявшейся 22 января 1798 года, было разрешено заселить здесь 39 душ крестьян выше хутора сотника Ильи Попова по течению реки Лихой.
Некоторое время селение относилось к Федоровской волости Черкасского округа. В начале XX века в нем было 426 дворов и жило 1686 человек. В селе была церковно-приходская школа, торговые лавки.
Часть комиссаровцев занималась землепашеством, а большая часть людей занималась добычей угля. Уголь начали здесь добывать со времени появления первых поселенцев. Уголь добывали так -  снимался тонкий слой земли, потом  от пласта откалывались куски и доставлялись домой для собственных нужд.
Спрос на каменный уголь способствовал развитию шахт в поселке и округе. Первоначально это были небольшие шахтенки-«мышеловки», а затем дело было поставлено на  промышленную основу с механизацией. В годы советской власти Комиссаровка стала шахтерским поселком. Здесь организовалось и успешно действует Комиссаровское шахтоуправление.
В годы гражданской войны значительная сельчане создали отряд под командованием П. Ф. Романютенко. Вместе с другими частями отряд защищал советскую власть.
После войны на базе товарищества по совместной  обработке земли во главе с  его председателем П. З. Берковым был создан колхоз «Труд  красных партизан».  Великая Отечественная война перечеркнула всё.
Сотни комиссаровцев защищали Родину. 138 из них отдали жизни, пав смертью храбрых на полях сражений войны.  
Комиссаровцы чтут память своих товарищей, и погибших воинов 375-го отдельного батальона девятой армии при защите поселка летом 1942 года. В год 40-летия Победы их останки были перезахоронены. У здания школы в селе был воздвигнут памятник советскому солдату. За подвиги на фронтах многие жители поселка  удостоены правительственных наград, а П. Я. Колесников стал полным кавалером ордена Славы трех степеней. 
В наши дни пять комиссаровцев были воинами-афганцами, Младший сержант Игорь Пивоваров, выполняя  солдатский долг, погиб. Он был награжден орденом Красной Звезды.

## Население
| 2010 |
| ---- |
| 656  |

## Достопримечательности
- Памятник советскому солдату (1985).